# BanG Dream! Ave Mujica
《BanG Dream! Ave Mujica》는 부시로드의 미디어 믹스 프로젝트 《BanG Dream!》을 원작으로 한 텔레비전 애니메이션 중 하나로 《BanG Dream! It's MyGO!!!!!》의 속편이다. 2025년 1월부터 3월까지 TOKYO MX 등에서 방송되었다.